# 피아차알세르키오
피아차알세르키오(이탈리아어: Piazza al Serchio)는 이탈리아 토스카나주 루카도에 있는 코무네이다. 피렌체에서 북서쪽으로 90km, 루카에서 북서쪽 40km 거리에 있다.